# Billie Miller
Pour les articles homonymes, voir Billie.
Billie Antoinette Miller (née le 8 janvier 1944) est une femme politique de Barbade.
Membre du Parti travailliste de Barbade, ministre des Affaires étrangères dans le gouvernement d'Owen Arthur du 6 septembre 1994 au 20 janvier 2008.